# Mountainbike Awards
De Mountainbike Awards, ook gekend onder de afkorting MTB Awards, worden sinds 2007 jaarlijks uitgereikt aan de beste Nederlandse mountainbikers. De organisatie is in handen van de in 2013 opgerichte 'Stichting Mountainbike Platform'. Deze stichting is voortgekomen uit de 'Club van 5' en heeft als doelstelling het bevorderen van de belangen van de Nederlandse mountainbikesport.

## Winnaars

### MTB Award Elite-mannen
- 2007: Bart Brentjens
- 2008: Rudi van Houts
- 2009: Jelmer Pietersma
- 2010: Rudi van Houts
- 2011: Rudi van Houts
- 2012: Rudi van Houts
- 2013: Michiel van der Heijden[1]
- 2014: Michiel van der Heijden[2]
- 2015: Rudi van Houts[3]
- 2016: Hans Becking[4]
- 2017: Mathieu van der Poel[5]
- 2018: Mathieu van der Poel[6]
- 2019: Mathieu van der Poel[7]
- 2020: Milan Vader[8]
- 2021: Mathieu van der Poel[9]

### MTB Award Elite-vrouwen
- 2008: Elsbeth Vink
- 2009: Laura Turpijn
- 2010: Laura Turpijn
- 2011: Laura Turpijn
- 2012: Laura Turpijn
- 2013: Marianne Vos
- 2014: Anne Terpstra
- 2015: Anne Terpstra
- 2016: Anne Terpstra
- 2017: Anne Tauber
- 2018: Anne Tauber
- 2019: Anne Terpstra
- 2020: Anne Terpstra
- 2021: Anne Terpstra

### MTB Award Talent-mannen
- 2007: Rudi van Houts
- 2008: Frank Beemer
- 2009: Henk Jaap Moorlag
- 2010: Michiel van der Heijden
- 2011: Henk Jaap Moorlag
- 2012: Michiel van der Heijden
- 2013: Kjell van den Boogert
- 2014: Milan Vader
- 2015: Milan Vader
- 2016: Milan Vader
- 2017: David Nordemann
- 2018: Marc Bouwmeester
- 2019: Niek Hoornsman
- 2020: Mick van Dijke
- 2021: Chris van Dijk

### MTB Award Talent-vrouwen
- 2011: Anne Terpstra
- 2012: Anne Terpstra
- 2013: Annemarie Worst
- 2014: Marlo Koevoet
- 2015: Didi de Vries
- 2016: Kiki van Asselt
- 2017: Hannah van Boven
- 2018: Larissa Hartog
- 2019: Puck Pieterse
- 2020: Puck Pieterse
- 2021: Puck Pieterse